# Сибирцево-3
Сиби́рцево-3 — бывший посёлок в Черниговском районе Приморского края. Входит в Сибирцевское городское поселение.

## География
Территория бывшего поселка Сибирцево-3 находится в 3 км к юго-востоку от центра посёлка городского типа Сибирцево , у закрытого одноименного разъезда на железнодорожной линии Сибирцево - Новочугуевка.

## Население
| 2002 | 2008 | 2010 |
| ---- | ---- | ---- |
| 0    | →0   | →0   |

## Комментарии
1. ↑  По состоянию на декабрь 2020 г. на месте бывшего разъезда Сибирцево-3 в реестре железнодорожных станций указан остановочный пункт Сибирцево-2, но единственный проходящий по этой линии пассажирский (пригородный) поезд в Сибирцево-2 не останавливается.